# Schachentorkopf
Das Schachentorkopf ist ein 1957 m ü. NHN hoher, dem östlichen Wettersteinhauptkamm vorgelagerter Gipfel.
Er wird durch den Sattel des Schachentors vom Hauptkamm getrennt; zunächst folgt dort der Frauenalplkopf, dann der Frauenalplspitz und schließlich auf dem Hauptkamm direkt die Meilerhütte.